# Václav Jurečka
Václav Jurečka (* 26. června 1994 Opava) je český profesionální fotbalista, který hraje na pozici útočníka za turecký klub Çaykur Rizespor. Mezi lety 2022 a 2023 odehrál také 9 utkání v dresu české reprezentace, v nichž vstřelil 1 branku.

## Klubová kariéra

### Opava
Jurečka je odchovancem SFC Opava. Poprvé za A-tým Opavy nastoupil dne 20. října 2012 v zápase proti Táborsku, kdy v 88. minutě střídal litevského útočníka Tomase Radzinevičiuse. První šanci zahrát si v základu dostal při svém čtvrtém zápase za A-tým dne 10. listopadu 2012 proti týmu FK Ústí nad Labem, odehrál 76 minut, než ho nahradil Lumír Sedláček. Prvního ligového gólu docílil v dalším zápase proti FK Viktoria Žižkov ze 17. listopadu, kde v 72. minutě ustanovil konečný výsledek zápasu 1:2.

#### Hostování v Kolíně a Vyšehradu
Před sezónou 2014/15 odešel na roční hostování do taktéž druholigového FK Kolín. V jeho dresu se poprvé představil v soutěžním utkání, hned v základní sestavě, dne 27. července 2014 v prvním kole Poháru České pošty proti MFK Trutnov, který Kolín i díky jeho gólu vyhrál 3:0.
Zpočátku nastupoval pravidelně, ale po výměně trenéra z kádru vypadl a odehrál několik utkání za třetiligový FK Slavoj Vyšehrad.

#### Návrat do Opavy
V únoru 2015 bylo jeho hostování předčasně ukončeno a Jurečka se vrátil zpět do Opavy. Zde dohrál zbytek sezóny v základní sestavě slezského klubu, odehrál 13 utkání a vstřelil 3 góly.
V následujících sezónách patřil Jurečka ke klíčovým hráčům Opavy a v roce 2018 s týmem postoupil do české nejvyšší soutěže. Ve Fortuna:Lize debutoval 21. července 2018, kdy nastoupil do závěru utkání prvního kola proti Spartě Praha. Svou první branku v první lize vstřelil 9. února v zápase proti Karviné, kdy zajistil bod za remízu 1:1. S Opavou se v nejvyšší soutěži zachránil, střelecky se prosadil ještě ve skupině o udržení v zápase proti Dukle.
Během sezóny 2019/20 ztratil místo v A-týmu a kvůli neochotě prodloužit končící smlouvu byl přeřazen do divizní rezervy.

### Slovácko
V lednu 2020 se stal posilou jiného prvoligového celku, a to Slovácka. V novém dresu debutoval 22. února při bezbrankové remíze proti Mladé Boleslavi. Svůj první gól v novém angažmá Jurečka vstřelil 27. června v ligovém zápase proti Bohemians 1905 (prohra 1:2).
Během sezóny 2020/21 se stal stabilním členem základní sestavy, trenér Martin Svědík jej využíval často na pozici křídelníka či staženého útočníka, opavský rodák se mu odměnil 7 brankami ve 27 ligových zápasech.
Dne 22. července 2021 debutoval Jurečka v pohárové Evropě, když nastoupil do závěru utkání proti Lokomotivu Plovdiv v předkole Evropské konferenční ligy. 30. dubna zaznamenal svůj první hattrick v kariéře, a to při výhře 3:1 nad Baníkem Ostrava. V sezóně 2021/22 vstřelil Jurečka 17 branek v 35 prvoligových utkáních, další tři branky přidal v domácím poháru a vysloužil si nominaci do české reprezentace. Jurečka gólem a asistencí přispěl k výhře 3:1 nad Spartou ve finále MOL Cupu a pomohl Slovácku k historickému postupu do základní skupiny pohárové Evropy.

### Slavia Praha
V červnu 2022 přestoupil, jako druhý nejlepší střelec uplynulého ligového ročníku, do pražské Slavie. S vicemistrem z Edenu podepsal smlouvu na tři roky. V dresu Slavie debutoval 21. července při výhře 4:0 nad St Joseph's FC v druhém předkole Konferenční ligy. V odvetném utkání vstřelil svou první branku v novém dresu, a to při výhře 7:0. Střelecky se prosadil i ve třetím předkole proti Panathinaikos při remíze 1:1, následně ale kvůli svalovému zranění chyběl na soupisce fotbalové Slavie pro skupinovou fázi chyběl. Jurečkovi se naopak dařilo na domácí scéně, v základní části české nejvyšší soutěže vstřelil 8 branek. V květnu 2023 nejprve se Slavií zvítězil v českém poháru po finálové výhře 2:0 nad Spartou, poté vstřelil 4 branky do sítě Bohemians 1905 při vysoké výhře 6:0, po dvou brankách vstřelil také do sítě Plzně (výhra 2:1) a Olomouce (výhra 3:2) a v posledním kole čtyřmi góly rozhodl o výhře 4:0 nad Slováckem. Neuvěřitelnou bilancí 12 gólů z posledních pěti utkání přeskočil v tabulce ligových střelců vedoucího Jakuba Řezníčka a získal také ocenění pro nejlepšího hráče měsíce. V ligové tabulce nakonec Slavia skončila druhá za mistrovskou Spartou.
V podzimní části sezóny 2023/24 vstřelil Jurečka 11 branek ve 28 soutěžních zápasech, střelecky se prosadil například do sítě římského AS v zápase základní skupiny Evropské ligy. 11. února dvěma brankami rozhodl o výhře 4:3 nad Jabloncem. O tři dny později obdržel v ligovém utkání proti Zlínu v 82. minutě přímou červenou kartu. Ve zbytku sezóny patřil mezi stabilní členy základní sestavy trenéra Jindřicha Trpišovského; v lize nastřílel 19 branek a stal se znovu nejlepším střelcem české nejvyšší soutěže. Dohromady v sezóně 2023/24 odehrál 44 soutěžních utkání, dal 22 gólů a přidal 7 asistencí.

### Çaykur Rizespor
V září 2024 přestoupil Jurečka ze Slavie do tureckého klubu Çaykur Rizespor. V Turecku podepsal dvouletou smlouvu s opcí na další rok.

## Reprezentační kariéra

### Mládežnické reprezentace
Svůj debut v české reprezentaci do 19 let si odbyl v přípravném dvojzápase s Irskem. Nastoupil v obou zápasech. Poprvé v úterý 5. února 2013 nastoupil jako střídající hráč v 60. minutě, podruhé pak 7. února nastoupil v základní sestavě, ve 24. minutě utkání vstřelil jediný gól českého celku z pokutového kopu a v 73. minutě byl vystřídán. K třetímu zápasu nastoupil 21. března 2013 proti týmu Nizozemska, opět nastoupil v základní sestavě a v 54. minutě byl střídán. V zápase se neprosadil a nezabránil tak vysoké prohře 0:6.

### Seniorská reprezentace
Svoji první pozvánku do seniorské reprezentace dostal v březnu 2022 na zápasy proti Švédsku (play-off kvalifikace na Mistrovství světa) a Walesu (přátelský zápas). Svůj reprezentační debut si odbyl 29. března, kdy odehrál celý druhý poločas zápasu s Walesem, který skončil remízou 1:1.

## Statistiky

### Klubové
Aktuální k 18. prosinci 2021
| Klubová statistika | Klubová statistika | Klubová statistika | Liga   | Liga | Pohár  | Pohár | Kontinentální | Kontinentální | Celkem | Celkem |
| Sezóna             | Klub               | Liga               | Zápasů | Gólů | Zápasů | Gólů  | Zápasů        | Gólů          | Zápasů | Gólů   |
| ------------------ | ------------------ | ------------------ | ------ | ---- | ------ | ----- | ------------- | ------------- | ------ | ------ |
| 2012/13            | SFC Opava          | FNL                | 12     | 3    | 0      | 0     | —             | —             | 12     | 3      |
| 2013/14            | SFC Opava          | MSFL               | ?      | ?    | 2      | 0     | —             | —             | 2      | 0      |
| 2014/15            | FK Kolín           | FNL                | 11     | 0    | 2      | 1     | —             | —             | 13     | 1      |
| 2014/15            | FK Slavoj Vyšehrad | ČFL                | ?      | ?    | 0      | 0     | —             | —             | 0      | 0      |
| 2014/15            | SFC Opava          | FNL                | 13     | 3    | 0      | 0     | —             | —             | 13     | 3      |
| 2015/16            | SFC Opava          | FNL                | 28     | 4    | 3      | 3     | —             | —             | 31     | 7      |
| 2016/17            | SFC Opava          | FNL                | 26     | 9    | 6      | 5     | —             | —             | 32     | 14     |
| 2017/18            | SFC Opava          | FNL                | 29     | 6    | 2      | 0     | —             | —             | 31     | 6      |
| 2018/19            | SFC Opava          | Fortuna:Liga       | 27     | 2    | 3      | 1     | —             | —             | 30     | 3      |
| 2019/20            | SFC Opava          | Fortuna:Liga       | 7      | 1    | 1      | 1     | —             | —             | 8      | 2      |
| 2019/20            | 1. FC Slovácko     | Fortuna:Liga       | 9      | 1    | 1      | 0     | —             | —             | 10     | 1      |
| 2020/21            | 1. FC Slovácko     | Fortuna:Liga       | 27     | 7    | 1      | 1     | —             | —             | 28     | 8      |
| 2021/22            | 1. FC Slovácko     | Fortuna:Liga       | 35     | 17   | 4      | 3     | 2             | 0             | 41     | 20     |
| Celkem za kariéru  | Celkem za kariéru  | Celkem za kariéru  | 224    | 53   | 25     | 15    | 2             | 0             | 251    | 68     |

### Reprezentační góly a zápasy
| Gól  | Datum      | Stadion                              | Soupeř | Skóre (min.) | Výsledek | Soutěž           |
| ---- | ---------- | ------------------------------------ | ------ | ------------ | -------- | ---------------- |
| 01.0 | 7. 2. 2013 | Athlone Town Stadium, Athlone, Irsko | Irsko  | 00:10 (23.)  | 1:1      | přípravné utkání |

## Osobní život
V roce 2021 získal titul Ing. na fakultě stavební Vysoké školy báňské Ostrava.